# Jos Timmermans

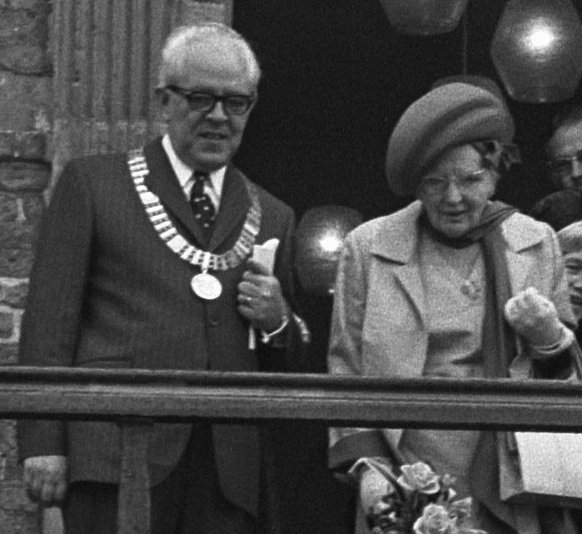
Burgemeester J.G.C.J. Timmermans met koningin Juliana (1972)

Josephus Gerardus Carolus Johannes (Jos) Timmermans (Gouda, 18 februari 1915 – IJsselstein, 14 mei 1995) was een Nederlands politicus van de KVP.
Hij werd in februari 1949 directeur-secretaris van de Stichting Nationale Katholieke Gezinszorg en is lid van de voogdijraad te Utrecht geweest voor hij in maart 1954 benoemd werd tot burgemeester van Harmelen. In januari 1962 kreeg Timmermans in die functie te maken met de treinramp bij Harmelen waarbij 93 doden en 52 gewonden vielen. In april 1971 volgde zijn benoeming tot burgemeester van IJsselstein. In maart 1980 ging Timmermans daar met pensioen en in 1995 overleed hij op 80-jarige leeftijd.